# Sinictinogomphus clavatus
Sinictinogomphus clavatus är en trollsländeart som först beskrevs av Fabricius 1775.  Sinictinogomphus clavatus ingår i släktet Sinictinogomphus och familjen flodtrollsländor. IUCN kategoriserar arten globalt som livskraftig. Inga underarter finns listade i Catalogue of Life.

## Bildgalleri

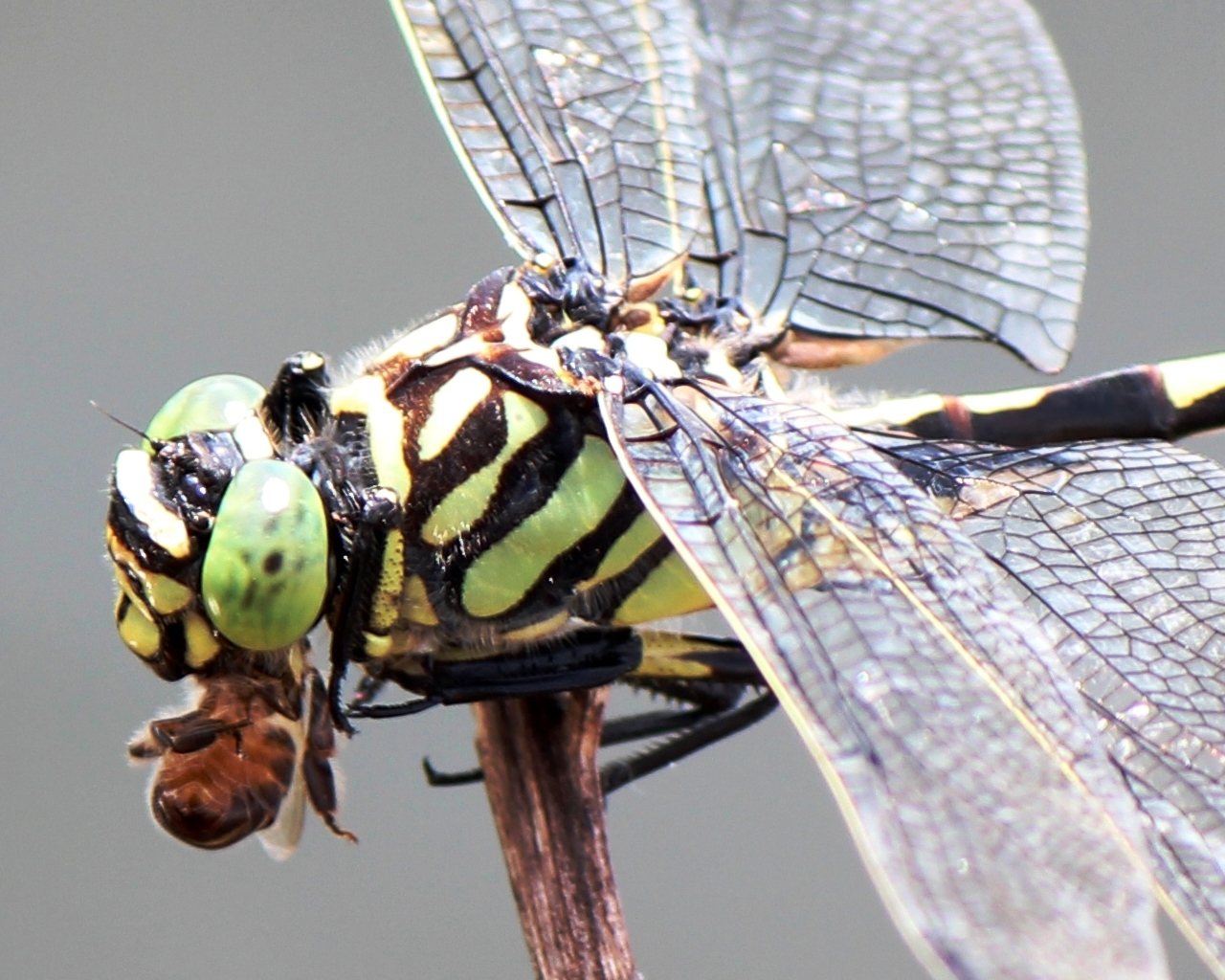
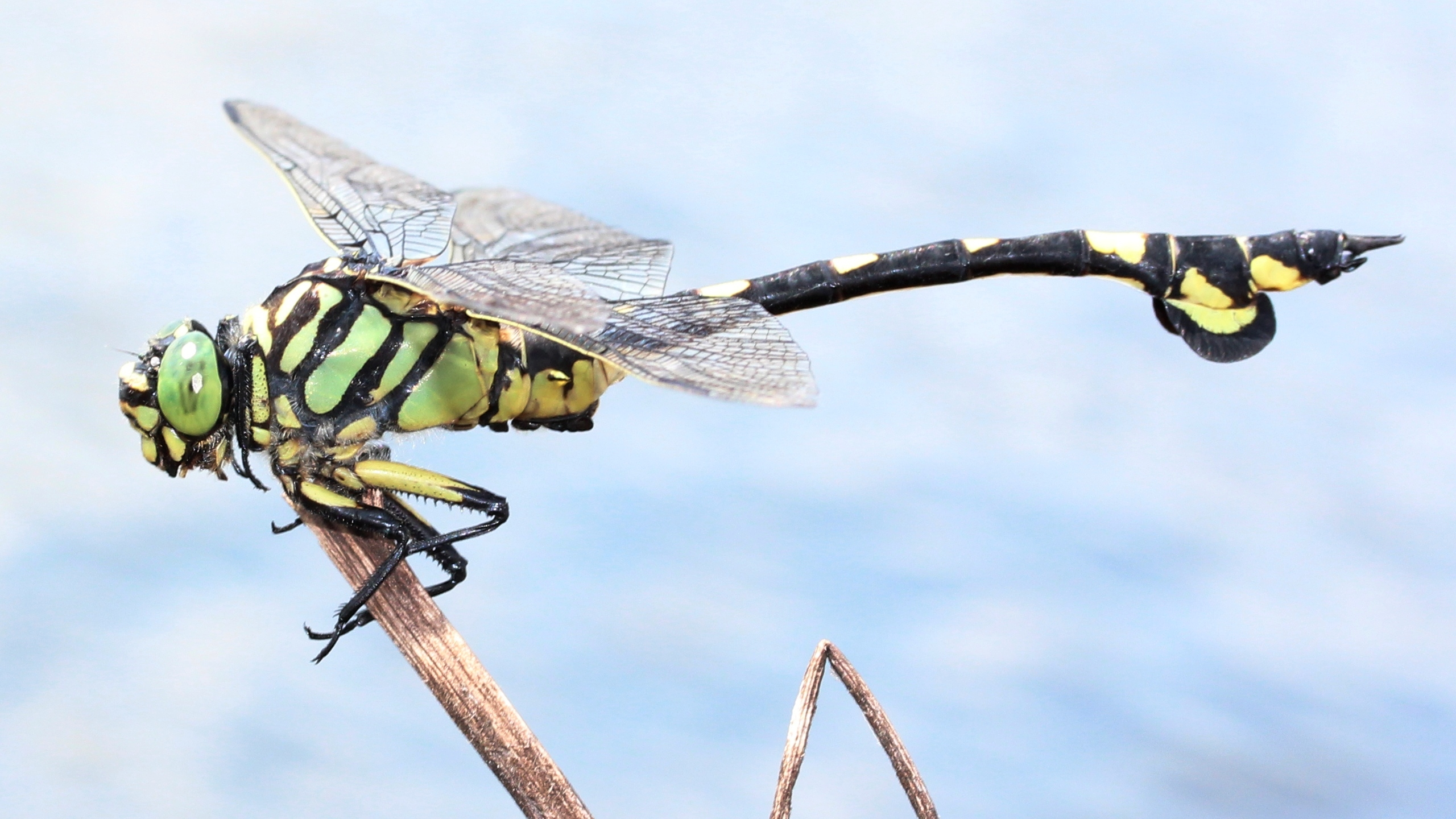
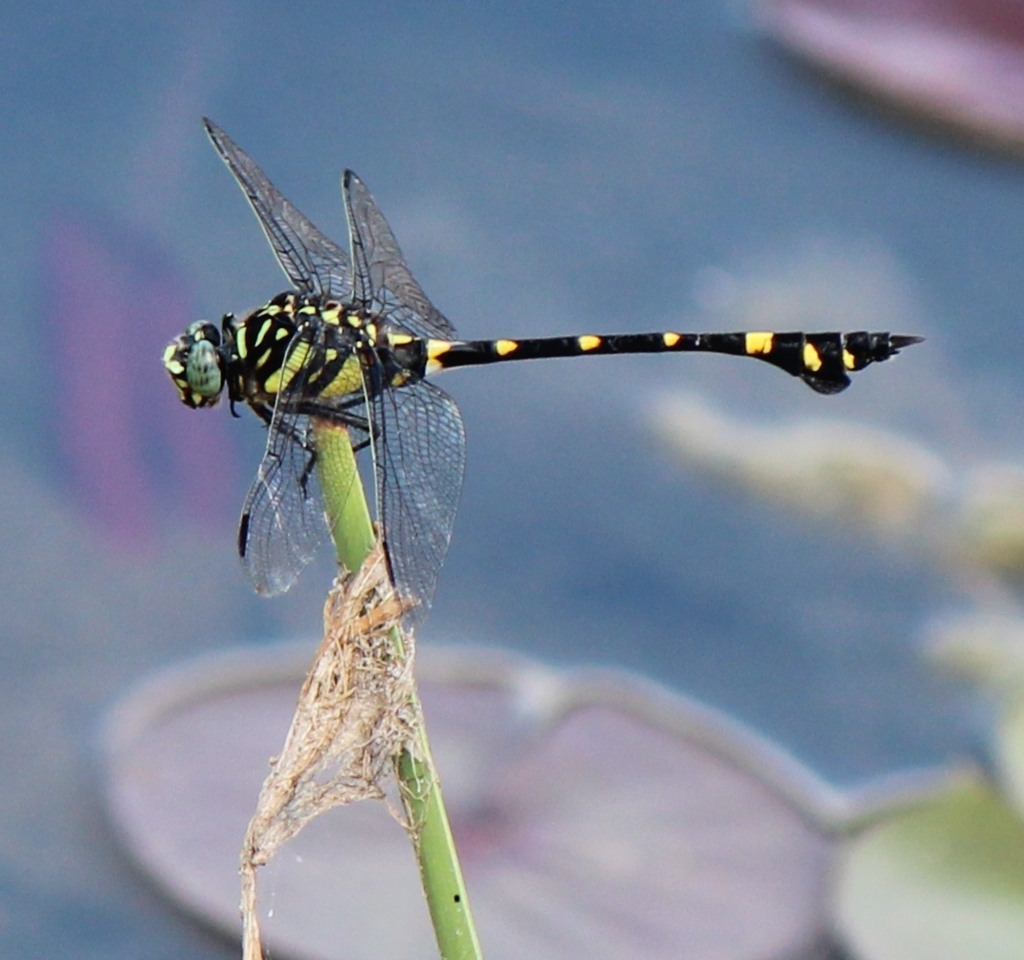
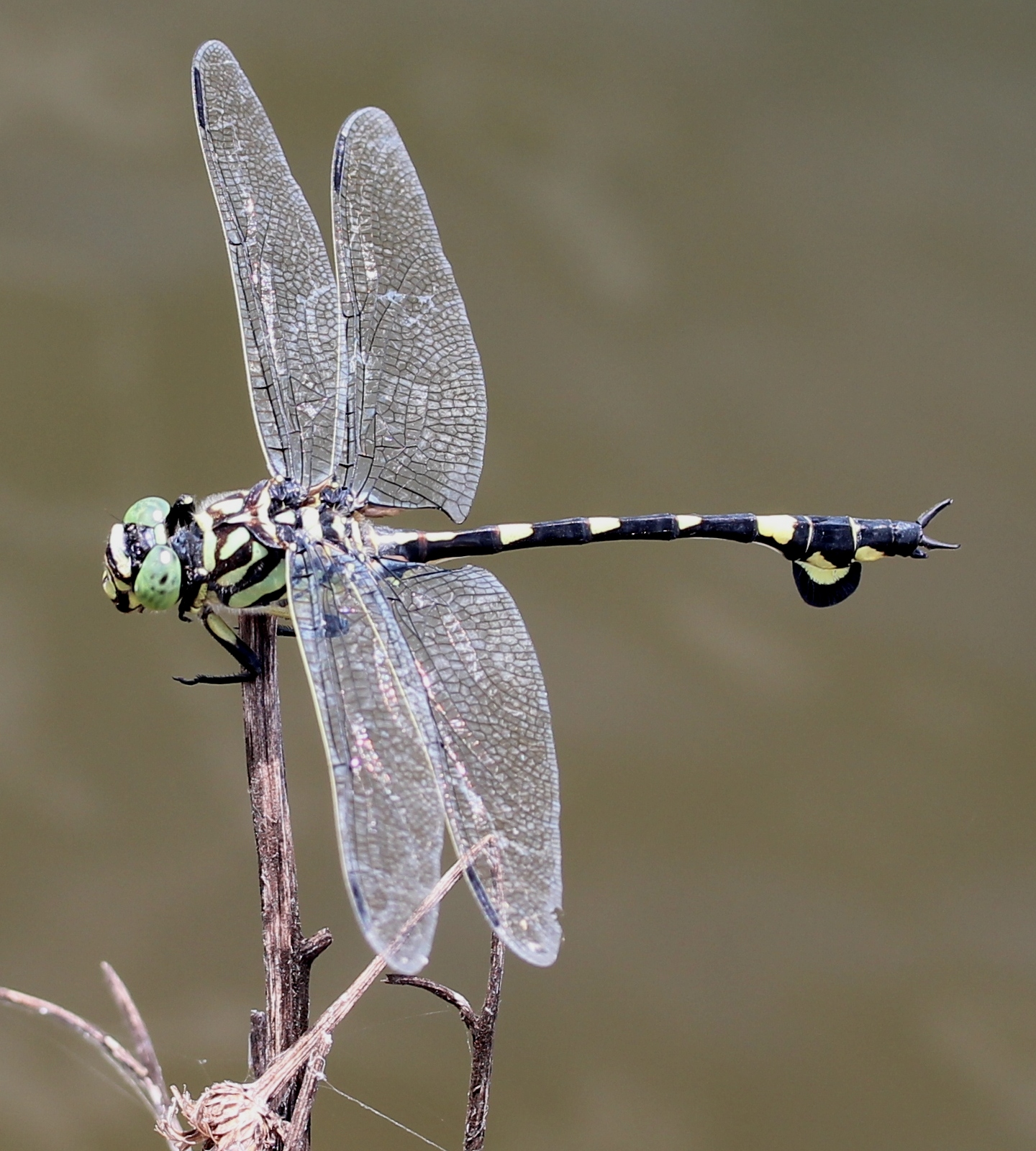
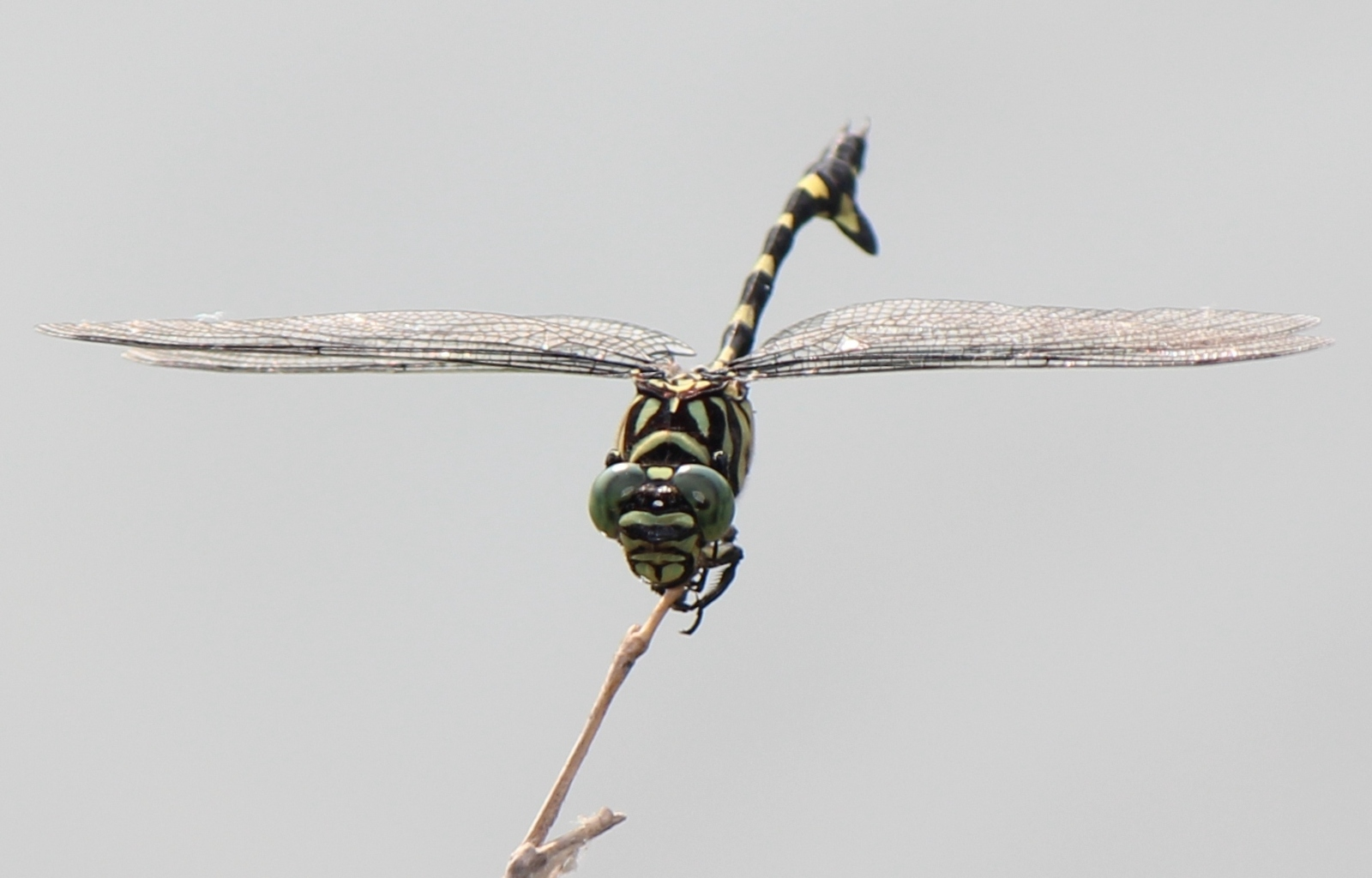